# Ramu (Schiff)
Die Ramu war ein Bereisungsboot der Regierung in der Kolonie Deutsch-Neuguinea.

## Geschichte
Die Ramu wurde 1899 in Hamburg gebaut. Benannt wurde das Boot nach dem Fluss Ramu im damaligen deutschen Teil der Insel Neuguinea.
Die dampfbetriebene Barkasse gehörte dem Gouvernement des Bezirks Kaiser-Wilhelms-Land der Kolonie Deutsch-Neuguinea und diente für die Bereisung der Küste und Flüsse des deutschen Gebietes von Neuguinea durch Regierungsbeamte. Die Ramu war zunächst in Herbertshöhe stationiert und wurde vor 1907 nach Friedrich-Wilhelmshafen verlegt, wo sie mindestens bis 1913 lag. Ihr weiteres Schicksal ist nicht bekannt.